# 瑪花纖體
瑪花纖體醫學美容中心，簡稱瑪花纖體（英語：Marie France Bodyline），是麗研國際集團旗下的公司，創立於1986年，全球分店數目一度超逾130間，業務主要經營醫學美容、美肌、纖體等服務，是香港第一家駐有專業顧問，營養師及顧問醫生的美容機構。2003年瑪花纖體進軍內地設立分店；2013年12月沈陽、上海多地分店突然停業；瑪花纖體香港官網刊登聲明指其在內地的業務已出售。

## 簡介
源於瑞士，瑪花纖體是一間醫學美容中心。於1986年進駐香港，并在澳門、泰國、印尼、馬來西亞、新加坡擁有分店。

## 歷任代言人
- 湯盈盈[8][9]。
- 趙薇[10]
- 張雨綺
- 蔡卓妍[11]
- 鍾麗緹
- Super Girls

## 外部連結
- 瑪花纖體官方網址 （页面存档备份，存于）
- 瑪花纖體facebook